# Horst Rocholl
Horst Rocholl (* 23. Februar 1908 in Kassel; † 1. Januar 2004 in Eberswalde) war ein deutscher Mediziner, Übersetzer, Autor und Amateurfotograf. 

## Leben

### Bildung und Beruf
Horst Rocholl wurde als Sohn des Rechtsanwaltes Hermann Rocholl geboren. Er studierte Medizin an der Philipps-Universität Marburg und wurde im Jahr 1934 bei Rudolf Klapp mit der Dissertation Zum Wirkungsmechanismus der Lokalanästhetika. Untersuchungen an kolloidalen Ferrocyankupferlösungen zum Doktor (Dr. med.) promoviert. Im Jahr 1936 ließ er sich in Waldkappel mit einer Praxis für Chirurgie und Geburtshilfe nieder. Bereits zum 1. Mai 1933 trat er unter dem Einfluss seines Vaters der NSDAP bei (Mitgliedsnummer 2.828.666) und wurde im Jahr 1937 deren Ortsgruppenleiter in Waldkappel. Als ihm die NSDAP später verbot, den Posten des Ortsgruppenleiters abzugeben, zog er kurz darauf nach Kassel-Oberzwehren um.

### Zweiter Weltkrieg und Kriegsgefangenschaft
Nach dem Kriegsbeginn 1939 diente er als Militärarzt bei der Wehrmacht. Er wurde beim Westfeldzug gegen Frankreich und danach an der Ostfront eingesetzt. Bei der Schlacht von Stalingrad geriet er als Regimentsarzt des Panzer-Regiments 24 der 24. Panzer-Division nach der Kapitulation der 6. Armee am 2. Februar 1943 in die sowjetische Kriegsgefangenschaft.
Im Offizierslager (Oflag) Oranki schloss er sich dort dem Nationalkomitee Freies Deutschland sowie dem Bund Deutscher Offiziere (BDO) an. Im Herbst 1943 kam er in das Lager Lunjowo und in die zentrale Antifa-Schule in Krasnogorsk, wo er dem Arzt Ottmar Kohler und Arno von Lenski begegnete. Dort wurde Horst Rocholl im Jahr 1948 von einem sowjetischen Militärgericht zu 25 Jahren Lagerhaft verurteilt und in das Arbeitslager Workuta deportiert. Danach kam er in das Kriegsgefangenenlager 182 in Schachty.

### In der DDR
Am 22. Dezember 1953 wurde er entlassen und kam mit einem Transportzug am 30. Dezember 1953 in Ost-Berlin an. Er holte seine Familie in die DDR und absolvierte 1954/55 im Tuberkulose-Krankenhaus Altlandsberg/Neuenhagen sowie am Tuberkulose-Forschungsinstitut Berlin-Buch eine Weiterbildung zum Lungenfacharzt. Horst Rocholl wurde zunächst in Strausberg und später in Neuenhagen bei Berlin als Oberarzt im dortigen Krankenhaus und als Leiter einer Poliklinischen Abteilung für Lungenkrankheiten und Tuberkulose (PALT) tätig. Von 1956 bis 1965 wirkte er als Kreisarzt und bis 1970 als Kreistuberkulosearzt und als Kreishygienearzt. Im Jahr 1954 trat er der National-Demokratischen Partei Deutschlands (NDPD) und der Nationalen Front bei und wirkte im Rat des Kreises mit. Ab 1958 war er Mitglied der Arbeitsgemeinschaft ehemaliger Offiziere (AeO). Für die Verdienste für die DDR wurde ihm im Jahr 1962 der Vaterländische Verdienstorden in Bronze verliehen.
Rocholl übersetzte medizinische Fachliteratur aus der russischen Sprache.
In seiner Serie Feldpostbriefe aus Stalingrad zitierte der Deutschlandfunk 2002 im Teil 14 (Der Abschied) u. a. aus Rocholls Post. Im Jahr 2003 wirkte er in der preisgekrönten Dokumentation von Guido Knopp Stalingrad – Der Angriff. Der Kessel. Der Untergang im ZDF als Zeitzeuge mit. Seine Feldpostbriefe, von denen einige im Bundesarchiv lagern, sind im Jahr 2009 unter dem Titel Ein Arzt in Stalingrad. Feldpostbriefe und Gefangenenpost des Regimentsarztes Horst Rocholl, 1942–1953 in Buchform veröffentlicht worden. Aufgrund des außergewöhnlichen Umfangs, der vielen alltäglichen Details und der Reflexionen in Rocholls Feldpost haben die Feldpostbriefe in der Sekundärliteratur zahlreichen Widerhall gefunden. Das Militärhistorische Museum der Bundeswehr in Dresden eröffnete am 15. Dezember 2012 eine Ausstellung Stalingrad, die auch Exponate von Rocholl zeigte. In der DDR-Frauenzeitschrift Für Dich hatte Horst Rocholl in höherem Alter eine regelmäßige Kolumne, in der er aus eigener Erfahrung nützliche Ratschläge für das Leben älterer und alter Menschen erteilte.

## Privatleben
Horst Rocholl hatte fünf Kinder aus zwei Ehen. Nach der Scheidung von seiner ersten Frau war er zeitweise allein erziehender Vater. Im Kulturbund des Kreises Strausberg wurde in den 80er Jahren durch den sehr aktiven Amateurfotografen Rocholl eine Arbeitsgemeinschaft Fotografie gegründet. Er war Gründungsmitglied des Bürgervereins Bollensdorf e.V.

## Ehrungen
- 1962: Vaterländischer Verdienstorden in Bronze
- 2003: Ehrenbürger von Neuenhagen bei Berlin[10]
- 2013: Dr.-Horst-Rocholl-Straße in seinem Heimatort Neuenhagen bei Berlin[11]

## Schriften
- Zum Wirkungsmechanismus der Lokalanästhetika. Untersuchungen an kolloidalen Ferrocyankupferlösungen. Diss., Universität Marburg 1934.

Übersetzungen ins Deutsche (und redaktionelle Bearbeitung)
- N. A. Iwanowa: Die Schutzhemmung als Methode des Kampfes gegen den Schmerz bei chirurgischen Kranken. VEB Verlag Volk und Gesundheit, Berlin 1956 (Redaktion und Übersetzung aus dem Russischen).
- I. P. Isotow: Die Periduralanästhesie in Chirurgie, Gynäkologie und Urologie. VEB Verlag Volk und Gesundheit, Berlin 1955 (Redaktion und Übersetzung aus dem Russischen).
- Alexander Viktorowitsch Triumfow: Die topische Diagnostik der Erkrankungen des Nervensystems. VEB Verlag Volk und Gesundheit, Berlin 1956 (Übersetzung aus dem Russischen).
- Samuel Leff, Vera Leff: Von der Zauberei zur Weltgesundheit. VEB Verlag Volk und Gesundheit, Berlin 1958 (Übersetzung aus dem Englischen).